# 瓦胡鎮區 (內布拉斯加州桑德斯縣)
瓦胡鎮區（英語：Wahoo Township）是位於美國內布拉斯加州桑德斯縣的一個行政鎮區。

## 地方資料
瓦胡鎮區的面積為80.73平方千米，當中陸地面積為80.72平方千米，而水域面積為0.01平方千米。根據2020年美國人口普查的數據，當地共有人口398人，而人口密度為每平方千米4.93人。